# Gevleugeld sterrenkroos
Gevleugeld sterrenkroos (Callitriche stagnalis) is een soort uit de weegbreefamilie (Plantaginaceae). In Nederland is de plant vrij zeldzaam, maar de soort is in het oosten en zuiden nog wel te vinden op moerassige plaatsen.
Het blad is onderaan elliptisch tot spatelvormig. Bovenaan is het elliptisch-rond en in een bladrozet geplaatst.

## Bloem en vrucht
Gevleugeld sterrenkroos bloeit zittend in de bladoksels van april en mei tot de herfst. De plant heeft een kleine, groenachtige bloem.
Het gevleugeld sterrenkroos draagt deelvruchtjes met brede vleugels.